# Воскобойников, Владимир Павлович
Влади́мир Па́влович Воскобо́йников (эст. Vladimir Voskoboinikov; 2 февраля 1983, Таллин, Эстонская ССР, СССР) — эстонский футболист, нападающий, ныне помощник тренера сборной Эстонии U17 и спортивный директор футбольного клуба «Левадия».

## Карьера

### Клубная
В начале карьеры выступал на родине за «Левадию» и в Бельгии за клубы «Брюссель» и «Эйпен».
В марте 2007 года перешёл в клуб первого дивизиона России «Торпедо (Москва)». По итогам сезона 2008 «Торпедо» вылетело во второй дивизион, где запрещено выступление иностранных игроков. После чего в марте 2009 года Воскобойников на правах аренды перешёл в клуб второго по силе шведского дивизиона «Сюрианска». Летом 2009 года вернулся в первый дивизион России в составе клуба «Луч-Энергия» (Владивосток), в который был официально заявлен 27 августа. В 2011—2012 годах выступал за «Химки». Всего в первом дивизионе России сыграл 98 матчей, забил 16 голов.
Выступал в чемпионате Азербайджана за «Нефтчи» (Баку) в 2010-м году и в чемпионате Грузии за «Динамо» (Тбилиси) в 2012—2013 годах.
В марте 2013 года вернулся в Эстонию, став игроком «Нымме Калью». По итогам сезона клуб завоевал серебряные медали чемпионата. Воскобойников сыграл в чемпионате 31 матч, забил 23 мяча и стал лучшим бомбардиром чемпионата. С марта по декабрь 2014 года выступал на правах аренды в китайском клубе «Циндао Хайню».
14 января 2016 года подписал двухлетний контракт с футбольным клубом «Инфонет» (позднее стал называться «ФКИ Таллинн»). В составе таллинской команды стал чемпионом страны в 2016 году, а в 2017 завоевал Кубок и Суперкубок Эстонии. В январе 2018 года объявил о завершении карьеры игрока.

### В сборной
С 2007 по 2013 годы выступал за сборную Эстонии по футболу. Всего за сборную страны нападающий провел 36 матчей и забил 4 гола.

### Тренерская
В феврале 2018 года стал ассистентом главного тренера юношеской сборной Эстонии U17, а с января этого же года работает параллельно спортивным директором футбольной школы «Левадии». На тот момент у него была тренерская лицензия УЕФА категории В и проходил обучение на магистра в Таллинском университете на факультете спорта и здоровья.
16 декабря 2024 года получил тренерскую лицензию UEFA PRO.

## Достижения

### Личные
- Лучший бомбардир чемпионата Эстонии: 2013

### Командные
- Чемпион Эстонии (3): 2004, 2006, 2016
- Серебряный призёр чемпионата Эстонии (2): 2003, 2013
- Бронзовый призёр чемпионата Эстонии (2): 2002, 2004
- Обладатель Кубка Эстонии (2): 2004, 2016/17
- Финалист Кубка Эстонии: 2002
- Обладатель Суперкубка Эстонии (1): 2017